# Exosoma nigriventre
Exosoma nigriventre es una especie de insecto coleóptero de la familia Chrysomelidae.
Fue descrita científicamente en 1888 por Quedenfeldt.